# Municipio de Ridge (condado de Wyandot)
El municipio de Ridge (en inglés: Ridge Township) es un municipio ubicado en el condado de Wyandot en el estado estadounidense de Ohio. En el año 2010 tenía una población de 524 habitantes y una densidad poblacional de 13,63 personas por km².

## Geografía
El municipio de Ridge se encuentra ubicado en las coordenadas 40°56′38″N 83°26′40″O / 40.94389, -83.44444. Según la Oficina del Censo de los Estados Unidos, el municipio tiene una superficie total de 38.43 km², de la cual 38,43 km² corresponden a tierra firme y (0 %) 0 km² es agua.

## Demografía
Según el censo de 2010, había 524 personas residiendo en el municipio de Ridge. La densidad de población era de 13,63 hab./km². De los 524 habitantes, el municipio de Ridge estaba compuesto por el 98,09 % blancos, el 0,38 % eran afroamericanos, el 0,95 % eran asiáticos y el 0,57 % eran de una mezcla de razas. Del total de la población el 0,38 % eran hispanos o latinos de cualquier raza.